# Timàlia de corona rogenca
La timàlia de corona rogenca o timalí becfí de corona rogenca (Cyanoderma ruficeps) és un ocell de la família Timaliidae que va estar inclòs al gènere Stachyridopsis. Es troba per tot el subcontinent indi i el sud-est d'Àsia, incloent Bhutan, Hong Kong, la Xina, l'Índia, Laos, Myanmar, el Nepal, Taiwan, Tailàndia i el Vietnam. Alguns estudis recents han relacionat aquest endemisme, i també d'altres, amb alguns episodis geològics del Pliocè com ara la formació de muntanyes o alguns esdeveniments climàtics com ara les glaciacions del Plistocè.

## Taxonomia
L'espècie va ser descrita per Blyth l'any 1847 a partir d'un espècimen procedent de Darjeeling, Índia. Es complex assegurar que totes les subespècies descrites ho són realment, i algunes fonts afirmen que és necessari estudiar més la taxonomia; malgrat això, s'han reconegut set subespècies:
- C. r. ruficeps (Blyth, 1847). Localitzada de l'est del Nepal a l'est de l'Índia (Arunachal Pradesh) i la zona adjacent de la Xina (Xizang).
- C. r. rufipectus (Koelz, 1954). Viu de l'est d'Arunachal Pradesh fins a Nagaland, el nord de Manipur i al sud Assam (Índia).
- C. r. bhamoense (Harington, 1908). Habita el nord-est de Myanmar i el sud de la Xina (nord-oest de Yunnan).
- C. r. davidi (Oustalet, 1899). Distribuïda pel centre i sud de la Xina, Laos i el nord del Vietnam.
- C. r. goodsoni (Rothschild, 1903). Es troba a Hainan.
- C. r. praecognitum (Swinhoe, 1866). Localitzada a Taiwan.
- C. r. paganum (Riley, 1940). Viu al sud de Laos, el sud del Vietnam i el nord-est de Cambodja.

## Característiques
És un ocell petit no migrador, que mesura uns 12 centímetres i pesa entre 7 i 12 grams. Presenta un bec afilat, de color oliva clar. La coloració de les plomes és groguenca al pit i coll i beix a les parts superiors. Presenta una corona amb tons vermellosos o rogencs, fet que li dona el nom. El cant es caracteritza per una seqüència de xiulets variables curts i forts. L'alimentació consisteix principalment en insectes amb ingesta de baies ocasional. Viuen en parelles durant la temporada de reproducció i en petites zones amb matollars durant la resta de l'any. Construeixen nius, sovint a les parts profundes de les copes dels arbres; els nius poden tenir forma de bola, d'oval, de con o forma irregular, amb entrades laterals o superiors. És un ocell amb una àmplia distribució i amb força espècimens. Malgrat que es creu que pot estar en declivi, aquest no seria prou important per a preocupar-se per la seva conservació; com a conseqüència ha estat classificat com a espècie sense risc. Viu en hàbitats naturals en boscos humits tropicals i subtropicals o boscos de muntanya humits.